# Rehuel Lobatto
Rehuel Lobatto (Amsterdam, 6 giugno 1797 – 9 febbraio 1866) è stato un matematico olandese.

## Biografia
Nacque ad Amsterdam da una famiglia di ebrei portoghesi emigrati nel 1604. Fin da giovane mostrò una forte capacità nella matematica.
È stato studente di Jan Hendrik van Swinden ad Amsterdam e a Bruxelles di Adolphe Quetelet, assieme al quale ha scritto "Correspondance Mathématique et Physique".
Nel 1842 è diventato professore al Politecnico di Delft.
Il suo nome compare nel metodo di quadratura Gauss-Lobatto e nei nodi di Chebyshev di seconda specie (detti Chebyshev-Lobatto).